# Saengaroon Boonyoo
Saengaroon Boonyoo, (thaï : แสงอรุณ บุญยู้), née le 28 novembre 1975 à Kalasin, est une chanteuse pop thaïlandaise de musiques mor lam et luk thung.
Elle est surnommée Tong (ต๋อง), mais ses fans l'appelle Orn (อร).

## Carrière
En 1994, elle devient membre et chanteuse principale du groupe Sieng Isan, avec Maithai Huajaisin et Lookphrae Uraiporn (ลูกแพร ไหมไทย อุไรพร).
En 1997, elle participe à un album du groupe de mor lam See Sao Dao Rung (สี่สาวดาวรุ่ง) avec trois autres chanteuses : Jakkajan Daoprai (จักจั่น ดาวไพร), Rerai Dao-Isan (เรไร ดาวอิสาน) et Pandam Khamkhoon (ปานดำ ค้ำคูน).

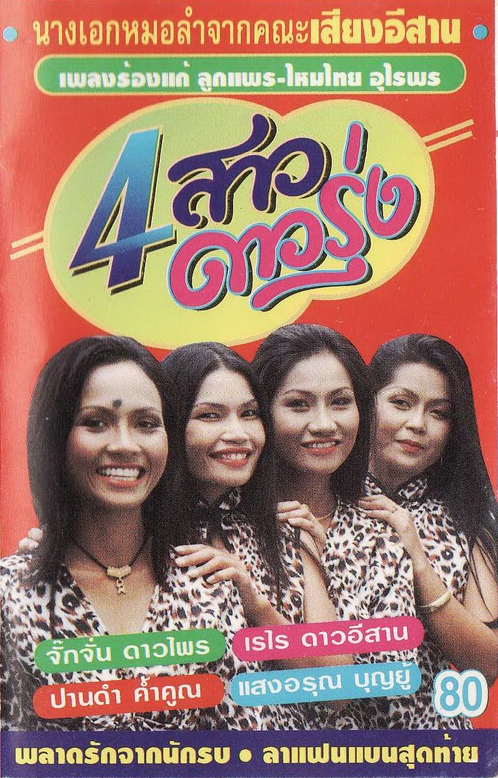
สี่สาวดาวรุ่ง (See Sao Dao Rung)

En 2001, elle obtient un grand succès en chantant Kor Moon Mark Mai Yark Rak (ข้อมูลมากไม่อยากรัก) et Rak Phang Lang Songkran (รักพังหลังสงกรานต์), deux chansons écrites par Dao Bandon.

En 2009, elle doit mettre fin à sa carrière pour raison de santé.

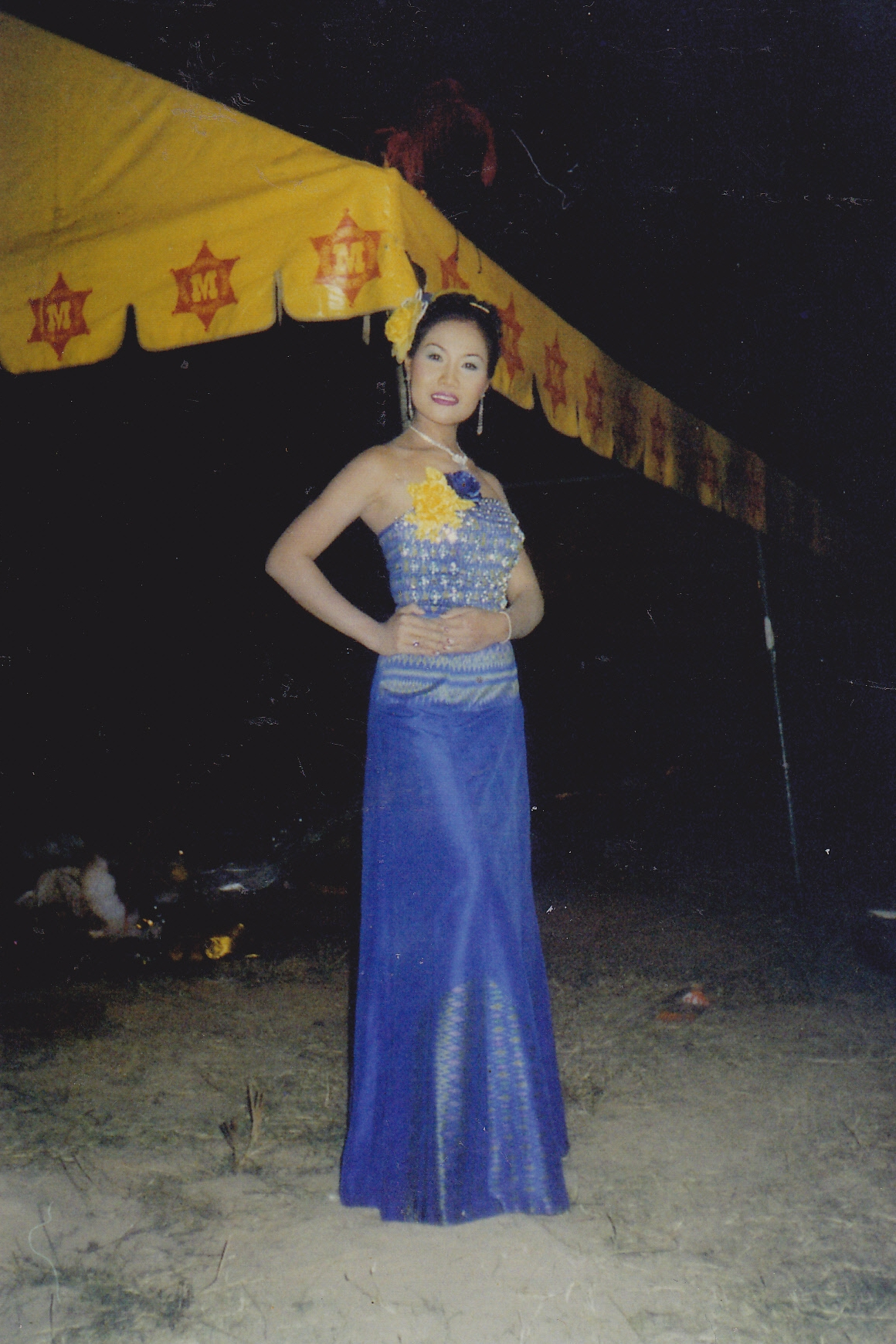